# Nuthewiesen
Koordinaten: 52° 22′ 12″ N, 13° 7′ 12″ O
Die Nuthewiesen sind ein Feuchtbiotop im Südosten von Potsdam und in Ortsteilen der Gemeinde Nuthetal, südlich von Berlin. Teilweise sind sie als Naturschutzgebiet ausgewiesen und stellen einen Frischluftkorridor für Potsdam dar. Ein anderer – 3,64 Hektar großer – Teil davon war bis 1972 eine West-Berliner Exklave des Bezirks Zehlendorf. Am 20. Dezember 1971 wurde dieser gegen eine Zufahrt zur nahegelegenen, ebenfalls Zehlendorfer Exklave Steinstücken getauscht, wobei die DDR außerdem vier Millionen D-Mark erhielt.

## Babelsberger und Drewitzer Nuthewiesen
Im Südosten von Potsdam zieht sich die Niederung der Nuthe, die im Niederen Fläming entspringt, wie ein grüner Keil mit Altarmen des Flusslaufs und einem großräumig zusammenhängenden Mosaik aus Grünland, Weidengebüschen und Röhrichten weit in die Stadt und mündet gegenüber der Freundschaftsinsel in die Havel. Die an einigen Stellen auch landwirtschaftlich genutzten Wiesen bieten Tieren – vor allem Vögeln – und seltenen Pflanzen ein innerstädtisches Refugium.
Den Hauptarm der Nuthe zwischen Rehbrücke und der Potsdamer Innenstadt begleitet ein gleichnamiger Wanderweg. Die Nuthewiesen gehören zum Landschaftsschutzgebiet „Nuthetal – Beelitzer Sander“ (dieses hat eine Größe von 41.675 Hektar). Seit Mitte der 1990er Jahre wurden Teile (ca. 90 Hektar) des begradigten Flusslaufes zwischen Drewitz und Rehbrücke renaturiert. Dabei wurden auch einige Altarme freigelegt und Fischtreppen eingerichtet. Mit der Renaturierung erhöhte sich der Grundwasserspiegel der umliegenden Orte und landwirtschaftlich nicht geeignete Flächen erhielten Biotopschutz.
Zwischen den Bahnhöfen Potsdam-Rehbrücke und Potsdam-Medienstadt überquert die Wetzlarer Eisenbahn die Wiesen.
Auf einem Teil der Nuthewiesen stehen heute die Wohngebiete Schlaatz und Am Stern und das Gewerbegebiet Industriegelände Rehbrücke, mit dem größten Heizkraftwerk der Stadt. Die Potsdamer Nuthe-Schnellstraße als ein Teil der L 40 und Verbindung zur A 115 sowie B 96 führt zum Teil etwa parallel zum langgestreckten Verlauf der Wiesen und des gleichnamigen Flusses entlang und führt bei einer Durchquerung von Stahnsdorf, Kleinmachnow, Teltow und Mahlow nördlich vorbei am Flughafen Berlin Brandenburg (BER) bis nach Berlin (Treptow-Köpenick).